# Альберт Людвіг Гогенлое-Вайкерсгаймський
Альбе́рт Лю́двіг Фрі́дріх Гогенло́е-Ва́йкерсгаймський (нім. Albert Ludwig Friedrich von Hohenlohe-Weikersheim), (нар. 24 березня 1716 — пом. 9 липня 1744) — німецький шляхтич, син правлячого графа Карла Людвіга Гогенлое-Нойнштайн-Ґлайхен та Єлизавети Фредеріки Еттінгенської.

## Біографія
Альберт Людвіг Фрідріх народився 24 березня 1716 року у Вайкерсхаймі. Він був первістком в родині правлячого графа Карла Людвіга Гогенлое-Нойнштайн-Ґлайхен та його другої дружини Єлизавети Фредеріки Еттінгенської. За рік в родині з'явилася й донька, Софія Ернестіна, та вона померла двох місяців зроду.
18 серпня 1735-го 19-річний Альберт пошлюбив Крістіану Луїзу Шлезвіг-Гольштейн-Норбург-Пльонську, старшу від нього на два роки. Весілля пройшло у містечку Аренсбьок, на території нареченої. Разом подружжя прожило дев'ять років. Дітей не було.
9 липня 1744 Альберт Людвіг загинув, впавши з коня. Похований у рідному Вайкерсгаймі. Крістіана Луїза за п'ять років вийшла заміж вдруге, у другому шлюбі також дітей не мала.